# Vaumeilh
Vaumeilh est une commune française située dans le département des Alpes-de-Haute-Provence, en région Provence-Alpes-Côte d'Azur.
Le nom de ses habitants est Vaumeilhois.
L'ensoleillement et la moyenne montagne environnante conditionnent l'agriculture et favorisent le tourisme estival. Le terroir de la commune comprend une terrasse dominant la Durance, où dominent l'arboriculture fruitière irriguée par le lac de Serre-Ponçon et les cultures céréalières, et des collines favorables à l'élevage et à la forêt. La commune est située dans la zone d'influence de Sisteron depuis l'Antiquité jusqu'à nos jours. Au Moyen Âge, les deux villages de Chane et Vaumeilh forment deux communautés indépendantes et les hospitaliers de Saint-Jean installent un prieuré. La communauté de Chane disparaît pendant la guerre de Cent Ans, le prieuré hospitalier est vendu comme bien national à la Révolution. Dans les années 1970, le projet d'implantation de l'aéroport régional de Sisteron soulève une vigoureuse opposition, finalement victorieuse.

## Géographie
La commune est bordée à l'ouest par la Durance, qui conflue avec le Rhône en aval au sud.
Le village est situé sur le flanc d’une butte, à 600 mètres d’altitude. Sur son côté sud il domine la confluence du ravin de Rabanelles venant du Nord-Est avec le torrent de Syriez venant du Nord. Le ravin du Miseret, venant de l'Est, conflue avec le ravin de Rabanelles au pied du village également,.
Les trois plus hauts sommets dans la commune sont la Tête des Monges au Nord (1 056 mètres d'alt.), la Côte Bigot (957 mètres d'alt.) et le Collet Saint-Pierre à l'Est (910 mètres d'alt.). Noter aussi le Pain du Miel (818 mètres  d'alt.) dont le nom rappelle le miel local qui bénéficie d'une indication géographique protégée.

### Communes limitrophes

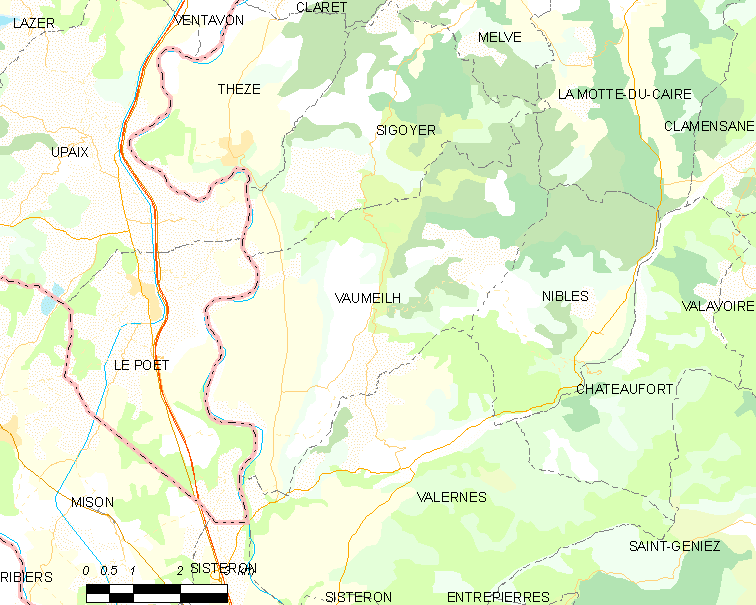
Vaumeilh et les communes voisines (Cliquez sur la carte pour accéder à une grande carte avec la légende).

Les communes limitrophes de Vaumeilh sont Sisteron, Sigoyer, La Motte-du-Caire, Nibles, Valernes et Le Poët (commune située dans le département voisin des Hautes-Alpes).

### Lieux-dits et écarts
Les lieux-dits suivis d'une astérisque sont situés à l'écart de la route indiquée (généralement sur un chemin en cul-de-sac, voire piéton).
A
- André*,                Rte de Châteaufort
- L'Antouas*,            D204

B
- La Bâtie Blanche*,        D4
- Borelly,               Rte de Châteaufort
- Bouluench,             Rte d'Escuyer

C
- Chabras*,              D4
- Champ Loubin*,         D4
- Chanes*,               D4
- Les Chênes,            Rte d'Escuyer
- Clotandet*,            Rte des Plantiers
- Le Collet*,            Rte des Plantiers
- La Crotte,             Rte de Laubère
- La Curnerie,           D204

D
- Devant Ville,          Rte de Saint-Pierre

E
- Escuyer,               Rte d'Escuyer

F
- Fombeton*,             D4
- Les Fourest,           Rte de Laubère

G
- Le Gast*,              D4

H
- Hilaire (ruines)*,     D304

L
- Laubère,               Rte de Laubère

M
- Micoulet*,             D4
- Les Monges,            Rte d'Escuyer

P
- La Palud*,             D304
- La Parisienne*,        D4
- Les Passerons,         D204
- Perad*,                D204
- Pied de Thor*,         D204
- Le Plan,               Rte de Laubère
- Le Plan de Vaumeilh,   D4
- Les Bas-Plantiers*,    Rte des Plantiers
- Les Hauts-Plantiers*,  Rte des Plantiers

R
- Richaud,               Rte d'Escuyer
- La Rouvière*,          D204

S
- Saint-Pierre,          Rte de Saint-Pierre
- Bas Saint-Pierre (ruines)*, Rte de Saint-Pierre

T
- Les Tonins*,           D4

V
- Valauris*,             D204
- Vaunes*,               Rte d'Escuyer
- Vierle,                Rte d'Escuyer
- Le Villar,             D304

### Géologie

Massif des Alpes et localisation des Préalpes de Digne.

Le territoire se situe sur des formations calcaires provençales du Jurassique supérieur et du Crétacé inférieur (roches sédimentaires issues d'un ancien océan alpin), entre deux formations géologiques majeures des Alpes :
- la nappe de Digne à l'est[5], au niveau du lobe de Valavoire[6] : il s'agit d'une nappe de charriage, c'est-à-dire d'une dalle épaisse de près de 5 000 m qui s'est déplacée vers le sud-ouest durant l'Oligocène et la fin de la formation des Alpes. Les lobes (ou écailles) correspondent à la bordure découpée à l'ouest de la nappe ;
- la faille de la Durance au sud-ouest, dans la vallée.

Lors de la glaciation de Riss, la commune est entièrement recouverte par le glacier de la Durance. Lors de la glaciation de Würm, le glacier recouvre la terrasse du Plan de Vaumeilh, sans atteindre les collines de l’est de la commune.

### Relief
La commune de Vaumeilh est bordée à l’ouest par la Durance, qui coule dans une vallée profondément encaissée à 490/480 m d’altitude. Cette vallée est dominée par une vaste terrasse, le Plan de Vaumeilh, établi à environ 530 m, qui constitue la plus grande partie du terroir de Vaumeilh. Au nord, cette terrasse s’incline en une petite plaine, la plaine de Chane. Ce sont ces vastes terrasses dominant la Durance qui ont donné lieu à l’expression « les balcons de la Durance » .
À l’Est de cette première terrasse, se trouve une seconde, moins plane, dont l’altitude varie entre 580 m et 640 m, avant la coupure provoquée par la vallée du Grand Syriez. Enfin, au nord de cette deuxième terrasse, et surtout dans la moitié est de la commune, les collines dominent. Elles culminent entre 700 et 1 000 m, les plus élevées étant :
- le Pain de Miel (818 m), au nord de la commune, autrefois appelé Serrum lapidis : « le Serre de la Pierre »[9];
- les Engeriès (641 m), au sud de la commune ;
- et dans le groupe le plus important, le Collet Saint-Pierre (910 m), la Côte des Pins (899 m), et la Tête des Monges (1 056 m).

### Hydrographie
La principale rivière de Vaumeilh est la Durance, qui délimite la commune à l’ouest, et reçoit des torrents qui drainent la plaine de Chane : la Combe de Chane et le torrent de Syrette (coulant tous deux d’est en ouest). Le ravin de la Grande Rase coule du nord au sud dans le Plan de Vaumeilh et se jette dans le torrent de Syriez à Valernes.
Le torrent de Syriez est le second grand torrent de la commune : anciennement appelé ravin de Série, il s’écoule du NNE vers le SSO, venant de Sigoyer et se jetant dans le Sasse à Valernes. Il reçoit de nombreux torrents qui drainent les collines : 
- en rive droite, les ravins de Bonneval, de Grêle, des Coures ;
- en rive gauche, les ravins de Vaunes, de Fontfare, de Jarbon, de Rabanelles, du Miseret, et le torrent d’Engeriès, qui forme la limite entre les communes de Vaumeilh et de Valernes.

### Climat
Pour des articles plus généraux, voir Climat de Provence-Alpes-Côte d'Azur et Climat des Alpes-de-Haute-Provence.
En 2010, le climat de la commune est de type climat méditerranéen altéré, selon une étude du Centre national de la recherche scientifique s'appuyant sur une série de données couvrant la période 1971-2000. En 2020, Météo-France publie une typologie des climats de la France métropolitaine dans laquelle la commune est exposée à un climat de montagne ou de marges de montagne et est dans la région climatique Alpes du sud, caractérisée par une pluviométrie annuelle de 850 à 1 000 mm, minimale en été.
Pour la période 1971-2000, la température annuelle moyenne est de 11 °C, avec une amplitude thermique annuelle de 17,5 °C. Le cumul annuel moyen de précipitations est de 877 mm, avec 7,1 jours de précipitations en janvier et 4,8 jours en juillet. Pour la période 1991-2020, la température moyenne annuelle observée sur la station météorologique de Météo-France la plus proche, « Sisteron », dans la commune de Sisteron à 11 km à vol d'oiseau, est de 12,1 °C et le cumul annuel moyen de précipitations est de 835,0 mm. 
La température maximale relevée sur cette station est de 41 °C, atteinte le 28 juin 2019 ; la température minimale est de −18 °C, atteinte le 12 janvier 2010,,.
Les paramètres climatiques de la commune ont été estimés pour le milieu du siècle (2041-2070) selon différents scénarios d'émission de gaz à effet de serre à partir des nouvelles projections climatiques de référence DRIAS-2020. Ils sont consultables sur un site dédié publié par Météo-France en novembre 2022.

### Environnement
La commune compte 868 ha de bois et forêts, soit 34 % de sa superficie.

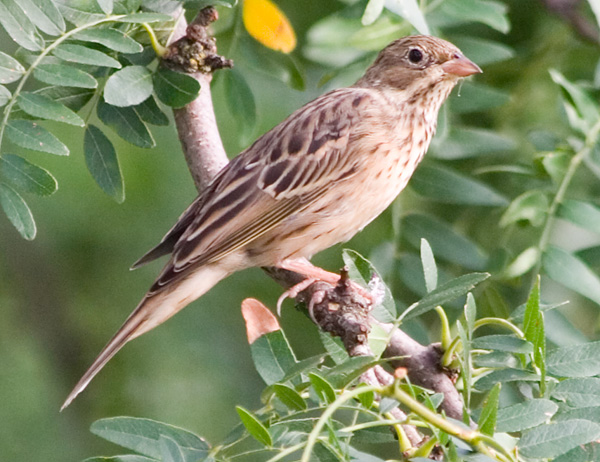
Ortolan (Emberiza hortulana)

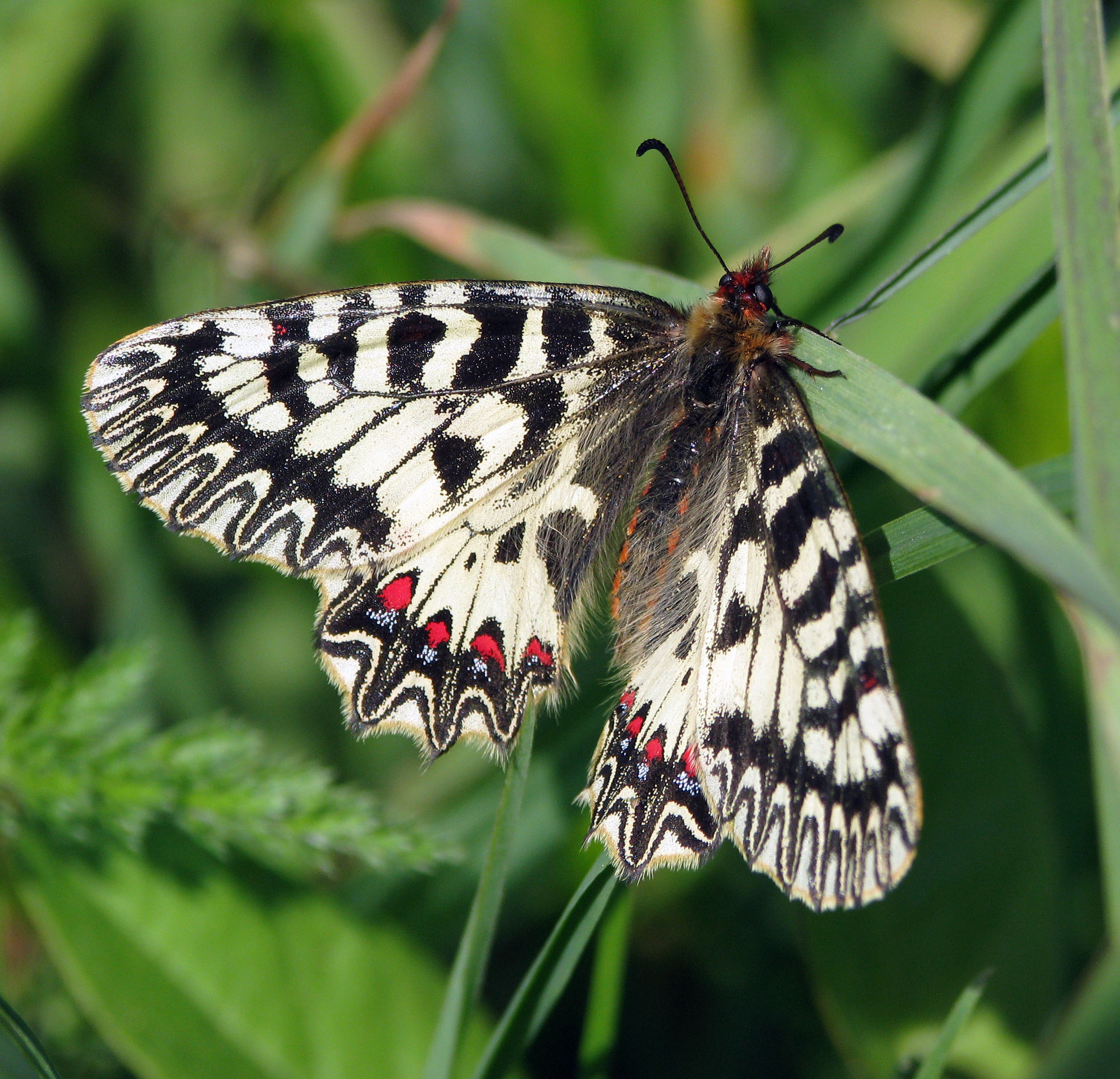
Une diane (Zerynthia polyxena)

Elle comprend cinq zones naturelles d'intérêt écologique, faunistique et floristique (ZNIEFF) :
La ZNIEFF continentale de type 1 de la « Crête des rochers de Hongrie » couvre 75 hectares sur Nibles, Valernes et Vaumeilh.
la ZNIEFF continentale de type 2 « Forêt domaniale de Grand Vallon - Bois de la Combe - La Montagne - Tête des Monges - Bois d'Aubert - Bois de la Vière » couvre 6 608 hectares sur dix communes. Elle est liée à la ZNIEFF continentale de type 1 « Forêt domaniale de Grand Vallon - La Montagne - Malaup - Le Colombier » (671 hectares sur trois communes).
la ZNIEFF continentale de type 2 de « La Haute Durance à l'aval de Serre-Ponçon jusqu'à Sisteron » couvre 632 hectares sur neuf communes.
la ZNIEFF continentale de type 1 de « La Moyenne Durance, ses ripisylves et ses iscles de l'aval de la retenue de Curbans-La Saulce à Sisteron », soit 519,8 hectares, concerne sept communes.
la ZNIEFF continentale de type 2 « Le Sasse, ses principaux affluents et leurs ripisylves », soit 914,1 hectares, concerne neuf communes.
Elle est également incluse dans la zone spéciale de conservation (ZSC) de la « Durance », un site d'intérêt communautaire (SIC) selon la directive Habitat qui compte 15 920 hectares dans quatre départements (Alpes-de-Haute-Provence, Hautes-Alpes, Bouches-du-Rhône, Var et Vaucluse).
La ZPS de la « Durance », un site d'intérêt communautaire (SIC) selon la directive Oiseaux, couvre 20 008 hectares, dont Vaumeilh, dans les mêmes départements que la ZSC qui précède.
La commune abrite 70 espèces menacées à des degrés divers, dont l'aigle royal (Aquila chrysaetos), le bruant ortolan (Emberiza hortulana), le lézard ocellé (Timon lepidus) et la diane (Zerynthia polyxena), quatre espèces classées vulnérables.

### Risques naturels et technologiques
Aucune des 200 communes du département n'est en zone de risque sismique nul. Le canton de La Motte-du-Caire auquel appartient Vaumeilh est en zone 1a (sismicité très faible mais non négligeable) selon la classification déterministe de 1991, basée sur les séismes historiques, et en zone 4 (risque moyen) selon la classification probabiliste EC8 de 2011. La commune de Vaumeilh est également exposée à trois autres risques naturels :
- feu de forêt ;
- inondation ;
- mouvement de terrain.

La commune de Vaumeilh est de plus exposée à un risque d’origine technologique, celui de rupture de barrage. Vaumeilh fait partie de la zone d’inondation spécifique en cas de rupture du barrage de Serre-Ponçon,,. Si cette rupture advenait, l’onde de submersion parcourrait les 45 kilomètres qui séparent le barrage de Serre-Ponçon de l’entrée dans la commune en un peu moins de deux heures. Le niveau de l’eau monterait pendant encore cinquante minutes, atteignant la cote de 532 m, soit une hauteur d’eau de 36 m à l’entrée dans la commune (516 m et 38 m en sortie). L’inondation n'atteindrait pas la terrasse dominant la Durance, et seules les plaines proches du torrent seraient recouvertes.
Aucun plan de prévention des risques naturels prévisibles (PPR) n’existe pour la communeet le Dicrim n’existe pas non plus.

### Transports
La commune de Vaumeilh est desservie par la route départementale RD 4, qui s’embranche sur la RD 1085 au nord de Sisteron, et traverse la commune du sud au nord, en restant sur la terrasse, à 530/540 m d’altitude. Sur la RD 4, s’embranche la RD 204, qui relie le chef-lieu à la RD 4 par la vallée du torrent de Syriez. Enfin, la RD 304 relie Vaumeilh à Sigoyer au nord, via le col de Grêle, à 728 m, et la vallée du torrent de Syriez ; et à Valernes au sud, en sinuant entre les collines. Les RD 304 et 204 se croisent au pont de Vaumeilh.

## Urbanisme

### Typologie
Au 1er janvier 2024, Vaumeilh est catégorisée commune rurale à habitat très dispersé, selon la nouvelle grille communale de densité à 7 niveaux définie par l'Insee en 2022.
Elle est située hors unité urbaine. Par ailleurs la commune fait partie de l'aire d'attraction de Sisteron, dont elle est une commune de la couronne,. Cette aire, qui regroupe 21 communes, est catégorisée dans les aires de moins de 50 000 habitants,.

### Occupation des sols
L'occupation des sols de la commune, telle qu'elle ressort de la base de données européenne d’occupation biophysique des sols Corine Land Cover (CLC), est marquée par l'importance des territoires agricoles (55,1 % en 2018), en diminution par rapport à 1990 (57,2 %). La répartition détaillée en 2018 est la suivante : 
zones agricoles hétérogènes (29,5 %), forêts (25,1 %), terres arables (24,5 %), espaces ouverts, sans ou avec peu de végétation (10,2 %), milieux à végétation arbustive et/ou herbacée (9,6 %), prairies (1,2 %).
L'évolution de l’occupation des sols de la commune et de ses infrastructures peut être observée sur les différentes représentations cartographiques du territoire : la carte de Cassini (XVIIIe siècle), la carte d'état-major (1820-1866) et les cartes ou photos aériennes de l'IGN pour la période actuelle (1950 à aujourd'hui).

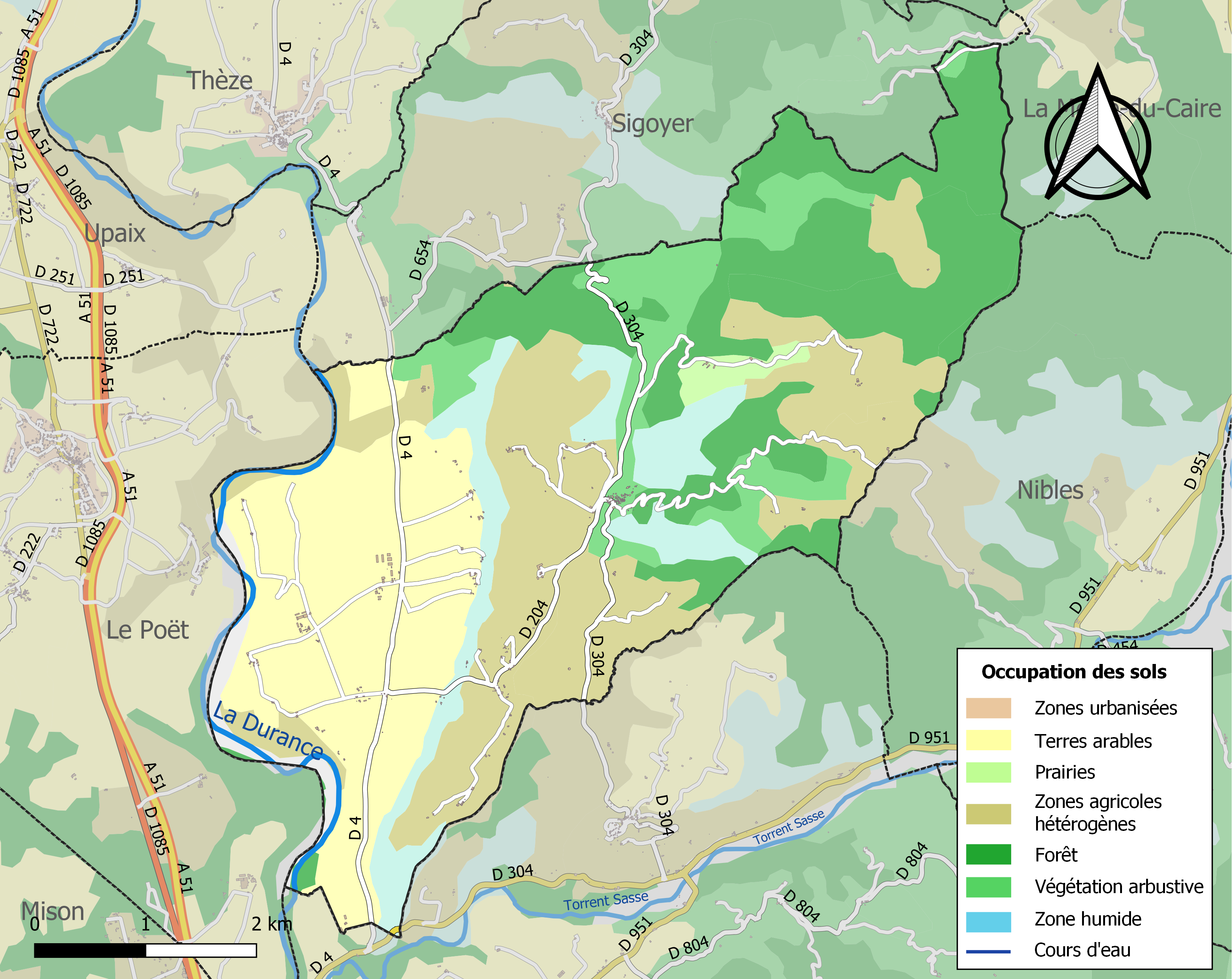
Carte de l'occupation des sols de la commune en 2018 (CLC).

## Toponymie
Le nom du village, tel qu’il apparaît la première fois en 1171 (de Vaumel), fait l’objet de différentes interprétations :
- selon Charles Rostaing, le nom est construit sur une racine oronymique (servant à qualifier le relief)[40], et même selon le couple Fénié, sur une double racine oronymique[41] (val désignant le relief, mel désignant un replat[42]) ;
- Ernest Nègre fait l’hypothèse, sans certitude, que le nom serait composé du latin vallem et du nom romain Maelius[43].

Le hameau de Chane (Chanoa au XIe siècle) verrait son nom venir du grec καννα, roseau. Une mare se trouve à proximité du hameau.

## Histoire

### Antiquité
Dans l’Antiquité, le territoire de Vaumeilh fait partie de celui des Sogiontiques (Sogiontii), dont le territoire s’étend du sud des Baronnies à la Durance, et recouvre une partie du massif des Monges. Les Sogiontiques sont fédérés aux Voconces, et après la conquête romaine, ils sont rattachés avec eux à la province romaine de Narbonnaise. Au IIe siècle, ils sont détachés des Voconces et forment une civitas distincte, avec pour capitale Segustero (Sisteron).
Un autel à Mars Carrus Cicinus a été découvert au pied du Pain de Miel en 1877. Il était taillé dans du marbre rose local. Les épiclèses Carrus et Cicinus peuvent faire référence à une divinité de source, et à la prospérité. Des monnaies romaines des IIe, IIIe et IVe siècle ont été découvertes dans la commune.

### Moyen Âge
Le prieuré Notre-Dame-de-Chane est installé en 1045 et relevait de l’abbaye d'Aniane. Toute la plaine de Chane, sur la vaste terrasse qui domine la Durance, lui appartenait, y compris une partie de l'actuelle commune de Sigoyer, et était cultivée par une petite communauté établie autour du prieuré,. Parmi ses revenus, le prieuré disposait également des dîmes de Vaumeilh, et des seigneuries de Mézan et du Planet à Sigoyer. Un petit castrum y existait au Moyen Âge.
La communauté de Vaumel, distincte de la communauté de Chane, apparaît pour la première fois dans les chartes en 1171, alors que la paroisse dépendait de l’abbaye Saint-Victor de Marseille. L’église Saint-Martin dépend ensuite d'une autre abbaye, celle de Chardavon (actuellement dans la commune de Saint-Geniez), qui percevait les revenus attachés à cette église. Les deux communautés relevaient de la baillie de Sisteron.
Outre le prieuré de Chane et les églises de Vaumeilh, un autre établissement ecclésiastique existait au Moyen Âge : c'est un membre (c'est-à-dire, une dépendance) de la commanderie des Hospitaliers de Claret. En 1300, une petite communauté juive était établie à Vaumeilh.
Le territoire de Vaumeilh était organisé en un fief principal, Vaumeilh, et un arrière fief, Chane, dépendant de Vaumeilh. Aux XIIIe et XIVe siècles, les seigneurs sont une dynastie autochtone, les Vaumeil. Elle accède à la seigneurie à la fin du XIIe siècle, lorsque les comtes de Provence, Alphonse Ier de Provence, fait don de terres à Gaudemard de Vaumeil. Il n’est pas certain que Gaudemard soit le fondateur de la dynastie, mais c’est le plus ancien membre de la famille connu. Il partage la seigneurie avec les Laveno et les comtes, qui ont conservé les droits de justice et d’albergue. La cour royale d’Aix fait l’acquisition d’une part de seigneurie au XIVe siècle. Les Beaufort leur succèdent (du XIVe au XVIIe siècle).
Au XIIIe siècle, les évêques de Gap se partagent les revenus du fief de Chane avec les Laveno. La partie de la seigneurie de Vaumeilh relevant des comtes de Provence est attribuée au douaire de Béatrice de Savoie.
Au XIVe siècle, la rive gauche de la Durance est très fréquentée par les marchands. En effet, sur la rive droite, la voie domitienne est la voie principale depuis quinze siècles, et barrée par deux péages au Poët et à Rourebeau (actuelle commune d’Upaix). Le passage des bacs sur la Durance à Thèze puis à Fombeton (Valernes) coûtant moins cher que ces deux péages, une grande partie du trafic se trouvait déviée. Devant les pertes de revenus occasionnées, les seigneurs s’estimant lésés obtinrent le droit d’établir un péage à Chane, territoire de Vaumeilh.
En 1348, la reine Jeanne, chassée de son royaume de Naples, dut se réfugier en Provence. Pour reconquérir ses États napolitains, elle vendit Avignon au pape pour 80 000 florins, et obtint au passage l'absolution pontificale qui la lavait de tout soupçon dans le meurtre de son premier époux André de Hongrie. Reconnaissante, elle offrit à Guillaume II Roger, frère du pape, le fief de Valernes, qui fut érigé en vicomté par lettres patentes en 1350. La nouvelle vicomté comprenait les communautés de Bayons, Vaumeilh, la Motte, Bellaffaire, Gigors, Lauzet, les Mées, Mézel, Entrevennes et le Castellet, avec leurs juridictions et dépendances,.
Pendant la guerre de Cent Ans, le domaine de Chane est déserté par les moines : il passe aux mains des évêques de Gap en 1470, dévolution confirmée en 1480 moyennant un dédommagement à l’abbaye d'Aniane qui avait protesté. Ceux-ci l’afferment à la communauté de Vaumeilh, l'ancienne communauté de Chane ayant disparu.

### Temps modernes (XVIe–XVIIIesiècles)
À l’époque moderne, les seigneurs de Vaumeilh sont les Beaufort (depuis le XIVe et jusqu’au XVIIe siècle), puis les Baratier, les d’Ornesan (ces deux familles du XVIe siècle à la Révolution française) et les Hugues (à partir du XVIIe siècle).
Un épisode des guerres de religion se déroule à Vaumeilh en 1585. Le ligueur De Vins cherche à revenir du Dauphiné en Provence en échappant aux troupes royales, installées à Sisteron. Il envoie son capitaine Blaise d'Estaignon s'installer à Vaumeilh : celui-ci occupe le château. Le Grand Prieur, qui commande l'armée royale en Provence, envoie le régiment de Champagne le déloger. Comme d'Estaignon résiste, le château est investi et le siège commence. Les compagnies corses sont envoyées en renfort, commandées par d'Ornano. Finalement, après huit jours de siège, d'Estaignon s'enfuit, ayant permis à de Vins d'entrer en Provence sans encombre,.
La communauté est touchée par les destructions des guerres de religion, mais s’en relève rapidement : l’église paroissiale Saint-Sixte-et-Saint-Sauveur, ruinée en 1588, est relevée en moins de dix ans. Moins d’un Vaumeilhois sur dix vit alors au village : l’essentiel de la population habite dans des hameaux ou des fermes isolées. Le prieuré de Chane est délaissé par les évêques de Gap, et tombe progressivement en ruines. Ses droits sont alors vendus à Jean Louis Leydet, seigneur de Sigoyer-Malpoil, en 1612. Les Hugues succèdent aux Leydet, et font reconstruire le prieuré au début du XVIIIe siècle pour en faire une exploitation agricole.
Au XVIIe siècle, la vie spirituelle est fortement impulsée par les congrégations : celles des Pénitents, de Saint-Blaise, du Rosaire et de Notre-Dame du Mont-Carmel sont présentes à Vaumeilh en 1695.
À la veille de la Révolution française, il existait deux fiefs sur le territoire de Vaumeilh : le fief de Vaumeilh et celui de Fontbeton (d’après l’état d’afflorinement de 1783).

### Révolution française
Lors de la Révolution française, l’Assemblée nationale constituante vote l’abolition des privilèges. Les biens nobles, et en premier lieu les terres, vont donc payer l’impôt. L’encadastrement de leurs biens, opération préalable à leur imposition, a lieu le 26 septembre 1790 à Vaumeilh.
Le domaine de Chane, qui avait été vendu par l’évêque de Gap, est mis sous séquestre. La société patriotique de la commune fait partie des 21 premières créées dans les Basses-Alpes, au printemps 1792.

### Époque contemporaine
Le coup d'État du 2 décembre 1851 commis par Louis-Napoléon Bonaparte contre la Deuxième République provoque un soulèvement armé dans les Basses-Alpes, en défense de la Constitution. Après l’échec de l’insurrection, une sévère répression poursuit ceux qui se sont levés pour défendre la République : 3 habitants de Vaumeilh sont traduits devant la commission mixte.
Une base aérienne militaire est installée à Vaumeilh pendant la Seconde Guerre mondiale et utilisée par la Luftwaffe
Jusqu’au milieu du XXe siècle, la vigne était cultivée dans la commune, uniquement pour l’autoconsommation. Cette culture a depuis été abandonnée.
À la fin du XXe siècle, Vaumeilh est le cadre de deux luttes sociales.

#### Opposition à un projet d’aéroport dans les années 1970
Dans les années 1970, Vaumeilh est le théâtre d'une lutte contre un projet d’aéroport international, lutte similaire à celle du Larzac ou de Notre-Dame-des-Landes à la même époque, unissant plusieurs composantes idéologiques, appuyées d'une part sur une vision ouverte et moderne du territoire et de l'agriculture, d'autre part sur l'identité forte du terroir.

##### Le projet d'aéroport
En 1973, le conseil général des Alpes-de-Haute-Provence rend public un projet d'aéroport de catégorie B, destiné à accueillir des moyens-courriers dans un premier temps et extensible à des gros porteurs dans un second temps. L'utilité avancée du projet est en premier lieu le désenclavement de la région et le désengorgement de Marseille-Marignane, et en second lieu de permettre à une clientèle aisée de fréquenter les stations de ski de l’Ubaye et des Hautes-Alpes, notamment celle de Jausiers. Le projet est largement soutenu par les élites locales : le conseil général des Alpes-de-Haute-Provence qui est maître d'œuvre et apporte le financement, la chambre de commerce et d’industrie (CCI), le patronat et les notables locaux.

##### Naissance d'une opposition
L'opposition démarre en janvier 1974, avec la constitution de l'association des riverains de l'aéroport de Sisteron-Thèze (Arast) par les paysans concernés par l'expropriation. Elle est créée par quatre foyers de la même famille, moyens propriétaires aux techniques modernes travaillant en commun sur la même exploitation,. Ils ont la particularité d'être arboriculteurs, une culture irriguée récemment permise par l’aménagement hydroélectrique de la Durance. L'Arast est ensuite animée par un noyau d'une dizaine d'exploitants agricoles et rassemble jusqu'à 80 adhérents. Le milieu agricole, déjà fragilisé de multiples manières, se sent particulièrement menacé, ce qui explique les actions multiples et spécifiques à ce milieu socio-professionnel. La motivation naît aussi des exemples de Narita et du Larzac.
Les arguments avancés contre l'aéroport sont :
- son coût : il serait financé entièrement par le Conseil général, or le département est pauvre ;
- les dépenses se font au bénéfice de personnes (touristes) et d'entreprises (compagnies de transport aériens) extérieures au département ;
- les estimations de trafic sont considérées par les opposants comme gonflées. Ils craignent donc que le déficit d'activité de l'aéroport soit un coût supplémentaire pour les collectivités locales ;
- les pertes de bonnes terres sont importantes, dans un département où les terres cultivables sont difficiles à trouver. De plus, les pertes envisageables sont augmentées par la construction des voies d'accès, qui ne sont pas mentionnées dans le projet ;
- les promesses d'emploi sont considérées comme un leurre : les utilisateurs de l'aéroport viendront pour des stations de ski éloignées.

Ces arguments sont conservés tout au long de la lutte mais progressivement enrichis d'analyses plus fouillées, contestant au passage les experts, pointant par exemple l'insuffisance des surfaces dégagées autour de l'aéroport, une étude du régime des vents incomplète et aucune prise en considération des conditions de visibilité.
Cependant, outre ces éléments concrets et rationnels, ce sont d'autres éléments qui sont ressentis comme les éléments les plus graves, donc les plus mobilisateurs, par la communauté locale. L'atteinte au paysage, dans ses dimensions paysagère mais aussi culturelle et symbolique, est vivement ressentie. De la même façon, l'expulsion d'une partie d'une couche traditionnelle de la société (les paysans), est elle aussi ressentie comme une atteinte très grave, plus grave que les nuisances écologiques.
L'Arast obtient le soutien d'organisations venant d'un spectre assez large : la confédération nationale des Jeunes Agriculteurs, puis le syndicat ouvrier CFDT, qui soutient beaucoup de luttes de ce type durant la décennie. Le soutien s'élargit à des militants du PSU, aux régionalistes de Lutte occitane, École émancipée, le comité d'action écologique des Alpes-de-Haute-Provence, le comité Libération et d'autres associations écologiques comme Alpes de Lumière et le comité écologique de Haute-Provence. De plus, l'Arast et le Gaer (voir paragraphe suivant), dans leur démarche de contre-expertise, entretiennent des liens avec l'université d'Aix-en-Provence.

##### Moyens d'action
Les opposants commencent par développer leur expertise collective en cherchant des informations, des avis contradictoires ; de ce point de vue, l'avis argumenté du syndicat des pilotes de ligne est une étape importante. L'association élargit ensuite l'opposition, en commençant par des actions d'information : tracts sur les marchés, articles dans la presse locale, régionale et nationale. Elle édite un bulletin de l'association, titré Vaumeilh informations. Rapidement, l'Arast est assez importante pour organiser une première manifestation-rassemblement festif. En juillet 1974, des tracteurs convergent vers Sisteron, puis une marche de 1500 personnes rejoint Vaumeilh. René Dumont, récent candidat écologiste à l'élection présidentielle est là, le film Gardarem lo Larzac est projeté, Village à vendre est joué par le théâtre de l'Olivier. Un comité de liaison avec le Larzac est créé. En octobre, une association de contre-expertise est créée, le Groupe d'action et d'étude régional de Haute-Provence (GAER),,. Ses travaux renforcent encore la connaissance détaillée du dossier par l'opposition. Des diapositives sont créées pour servir de support aux conférences d'information. Un Dossier Vaumeilh est monté.
Le mouvement commence à remporter ses premières victoires l'année suivante : en mars 1975, les 11 conseils municipaux concernés émettent un avis défavorable. L'enquête d'utilité publique est ouverte en juin et reçoit 227 lettres de protestation. La pétition que l'Arast a fait circuler est remise à l'ouverture de l’enquête avec 6000 signatures. En juin également, le syndicat de défense des expropriés (SDE) est créé par des petits paysans traditionnels et quelques gros propriétaires membres de la bourgeoisie urbaine. Enfin, les journées des 16 et 17 août sont un grand succès : elles rassemblent 2000 personnes. Les symboles sont multipliés : on chante la chanson révolutionnaire gavote Plantarem la farigola ; on rappelle le soulèvement des « rouges » en 1851, qui coïncide avec le début d'une période de répression, du déclin démographique et de la régression culturelle, ; face aux élites qui veulent bétonner la terre, une manifestation enterre le béton à Sisteron. Mais, lors du débat qui a lieu pendant ces journées, un clivage net apparaît entre paysans modernistes et moyens propriétaires, et les petits paysans traditionalistes.

##### Poursuite des actions
En conséquence de ces divisions, l'activité de l'Arast régresse à partir de 1976, et se cantonne aux actions juridiques, le GAER prenant le relais des actions militantes. Alors que celui-ci était au départ une coordination politique entre les différents soutiens (situés sur place ou à Paris), pratiquant la démocratie horizontale, il abandonne cet aspect de son fonctionnement, compliqué à gérer entre des personnes ne vivant pas toutes dans le département, pour se concentrer sur son rôle de bureau d'études alternatif et d'animation de la résistance. Une liste est présentée aux élections cantonales de mars, qui remporte 27 % des voix de la circonscription, puis aux législatives de 1978 où les opposants ne reçoivent que 5 % des voix. La participation à ces élections est jugée comme une des actions les plus efficaces du mouvement d'opposition. Néanmoins, l'arrêté de déclaration d'utilité publique est pris en décembre 1976. L’Arast prend maître Huglo, spécialiste des luttes écologistes (il a plaidé dans les affaires de l’Amoco Cadiz et de Flamanville) pour attaquer l'arrêté. En 1977, les opposants obtiennent un passage à la télévision (émission Le Ver est dans le fruit), et, au mois de mai 1977, le tribunal administratif de Marseille prononce un sursis à l'exécution des travaux, ce qui condamne définitivement le projet. En effet, la volonté politique de réaliser le projet a diminué dès 1975. L'absence de financement de l'État, puis les doutes émis par l’OREAM de Marseille et les CCI ont achevé de compromettre sa crédibilité.

##### Le mouvement comme révélateur de la société locale dans les années 1970
L'ensemble des élus, élus nationaux comme élus locaux, sont considérés comme des ennemis par les opposants, alors que ce n'est pas toujours le cas dans les luttes similaires de la même époque. Mais à Vaumeilh, le projet est porté par le conseil général, et les élus locaux personnalisent alors le pouvoir, plus distant et abstrait ailleurs, et donnent un visage et une consistance à l'adversaire.
C'est l'émergence des mouvements écologistes et régionalistes qui permet à la lutte contre le projet d'aéroport de devenir un enjeu national. À l'inverse, la tentative de faire jonction localement entre ouvriers et paysans échoue, sauf au niveau symbolique.
Le projet d'aéroport révèle la coupure entre deux groupes de paysans. Les paysans modernistes, installés sur le plateau et utilisant les techniques modernes d'irrigation grâce aux possibilités ouvertes par la construction du barrage de Serre-Ponçon, sont formés et ouverts sur le monde. Ils connaissent leur environnement technique et économique, rencontrent des agents des secteurs financier, industriel, commercial, juridique, ce qui nourrit leur autonomie de jugement. Ils utilisent ces compétences dans l'analyse qu'ils font du projet et parviennent à proposer une vision alternative de l'intérêt général. Mais ils sont en rupture avec la composante traditionnelle de la paysannerie locale, qui tient aux traditions culturelles ; la rupture n'est pas qu'idéologique, mais aussi technique et politique. Cette rupture se double de clivages et de rivalités anciennes. Le rapprochement initial entre ces deux paysanneries au sein de l'Arast n’est que formel, sous la pression de la menace de bouleversement, et temporaire. À l'inverse, les paysans modernistes ont en commun des objectifs et des pratiques avec des militants des classes moyennes. Les points de contact entre ces deux classes sociales sont moins nombreux qu'entre paysans modernistes et traditionnels, mais les deux groupes modernes se rejoignent facilement.
La classe paysanne traditionaliste est une population résiduelle, « restante » : depuis plus d'un siècle, « les forces vives ont pris le tournant de la modernisation, ou sont parties ». Les paysans restants sont peu formés et coupés des pratiques politiques. Face au changement, ce groupe social a toujours adopté une attitude fataliste, s’en remettant aux notables pour le comprendre ; il leur accorde sa confiance pour être protégé au mieux des possibilités. Ils pensent n'avoir que des intérêts particuliers, face à ce qui est présenté comme l’intérêt général par les notables. Ce groupe ne peut accepter de suivre les modernistes (la fracture est trop ancienne) ni les militants urbains (la fracture symbolique est trop importante : les urbains, même nés dans la région, appartiennent à un monde qui détruit le leur),.
L'irruption du projet d'aéroport provoque une crise, temporaire, des notabilités. Alors que les paysans modernistes possèdent la compétence pour comprendre le projet, le contre-expertiser et proposer une autre vision de l'intérêt général, ce n'est pas le cas des paysans traditionalistes, qui délèguent leur défense à des notables. Or, dans ce cas, les notables locaux révèlent leur manque de compétence sur le sujet, hésitent, se contredisent. Seul le notable principal, Marcel Massot, conseiller général et député, finit par s'abstenir devant l'élargissement de la contestation. De plus, dans le cas du projet d'aéroport, le système notabiliaire est justement porteur du danger et ne peut protéger la paysannerie traditionaliste. Celle-ci est condamnée à rechercher des notables de substitution pour se défendre. Finalement, pour éviter un éclatement de la société locale, et face à l'attitude des notables traditionnels, le groupe notabiliaire éclate, une partie se mettant du côté des paysans contre le projet. Ceux qui se lient aux opposants le font pour éviter les débordements et éviter toute dérive radicale. Ce ne sont que des petits notables, des « notables de substitution », issus de la bourgeoisie urbaine locale. Ils appartiennent à la droite, qui dans un département acquis au PS, n'a pas accès au pouvoir. Le projet est suspendu, mais l'existence de l'Arast a suscité une opposition conservatrice regroupant petits paysans traditionnels et la bourgeoisie urbaine. Rejetant les pratiques militantes de l'Arast, ils fondent le Syndicat de défense des expropriés, les notables agissant également au sein de l’UDVN 04.
Le SDE, comme conséquence des caractéristiques évoquées, refuse l'aéroport comme élément de la modernisation de la région, mais refuse également le militantisme. Il se concentre sur les actions juridiques, où il ne fait que suivre l'Arast, dans l'espoir d'obtenir de meilleures indemnisations,, sur le modèle des mouvements d'opposition locaux aux grands aménagements hydroélectriques Durance-Verdon des années 1950 et 1960.
Cette coupure radicale entre deux groupes sociaux se retrouve dans les modes d’organisation. Le GAER tient des assemblées décisionnaires hebdomadaires, qui regroupent jusqu'à 50 personnes. Le SDE compte cinq membres principaux, n'a pas d'organisation officielle déclarée en préfecture. Ses réunions sont mensuelles et tout le pouvoir de décision est abandonné au président et à quelques membres influents.
Cependant, malgré ces divergences sociales et idéologiques, l'opposition reste unie sur le long terme.
Les acteurs extérieurs à la commune et au canton jouent également un rôle dans cette histoire. Ce sont d'abord les aménageurs et les éventuels futurs touristes, qui suscitent le projet. Également tous les alliés et collectifs de lutte dans la même situation, au Larzac, à Notre-Dame-des-Landes, qui apportent un soutien moral, mais aussi partagent les expériences par des comités de liaison. Enfin, les membres du GAER sont en partie des membres des couches moyennes, natifs de la région, qu'ils ont quitté pour aller travailler ailleurs.

#### Prolongements de la lutte
Dès l'origine, la lutte a, outre l'Arast qui est l'association d'organisation de la lutte et le GAER qui livre la contre-expertise, un travail de promotion d'une contre-société avec le CATADAS qui promeut les techniques douces (utilisation de l’énergie solaire, agriculture biologique).
Le GAER réalise des études sur les possibilités de développement alternatif du département. Il est aussi capable de réagir sur des projets mettant en cause des enjeux du même type qu'à Vaumeilh. C'est ainsi qu'il se mobilise contre un projet de chalets spéculatifs, dans la commune proche de Curbans. Il réussit à faire prendre le même type d’alliance entre classes moyennes urbanisées et paysans modernistes, alliance qui obtient l’annulation du projet.
En 2000, le CNJA, le CFSI et d'autres ONG choisissent Vaumeilh pour un rassemblement annuel qui est l'occasion de proclamer le manifeste dit de Vaumeilh, en faveur de la souveraineté alimentaire dans le monde. Ce second mouvement d'opposition né à Vaumeilh implique cependant assez peu la population locale et n'a que peu d'écho.

## Politique et administration

### Administration municipale
De par sa taille, la commune dispose d'un conseil municipal de 11 membres (article L2121-2 du Code général des collectivités territoriales). Lors du scrutin de 2008, il n’y eut qu’un seul tour et Élisabeth Collombon a été élue conseillèe municipale avec le meilleur total de 111 voix, soit 52,36 % des suffrages exprimés. La participation a été de 93,81 %. Il a ensuite été nommé maire par le conseil municipal.

### Liste des maires
L'élection du maire est la grande innovation de la Révolution de 1789. De 1790 à 1795, les maires sont élus au suffrage censitaire pour 2 ans. De 1795 à 1800, il n’y a pas de maires, la commune se contente de désigner un agent municipal qui est délégué à la municipalité de canton.
En 1799-1800, le Consulat revient sur l'élection des maires, qui sont désormais nommés par le pouvoir central. Ce système est conservé par les régimes suivants, à l'exception de la Deuxième République (1848-1851). Après avoir conservé le système autoritaire, la Troisième République libéralise par la loi du 5 avril 1884 l'administration des communes : le conseil municipal, élu au suffrage universel, élit le maire en son sein.
| Période                                  | Période                       | Identité             | Étiquette | Qualité                                             |
| ---------------------------------------- | ----------------------------- | -------------------- | --------- | --------------------------------------------------- |
| mai 1945                                 |                               | Édouard Clément      | Résistant | ancien Résistant, se présente sous cette étiquette. |
|                                          |                               |                      |           |                                                     |
| mars 1989                                | 1995                          | Louis Touche         |           |                                                     |
| mars 1995                                | 2001                          | Jean-Marie Collombon | GE        |                                                     |
| mars 2001                                | mars 2008                     | Georges Richaud      |           |                                                     |
| mars 2008                                | En cours (au 21 octobre 2014) | Élisabeth Collombon, | DVG       | Agricultrice                                        |
| Les données manquantes sont à compléter. |                               |                      |           |                                                     |

### Intercommunalité
Vaumeilh fait partie :
- de 2006 à 2017, de la communauté de communes du Sisteronais ;
- à partir du 1er janvier 2017, de la communauté de communes Sisteronais-Buëch.

### Instances judiciaires et administratives
Vaumeilh est une des 34 communes du canton de Seyne depuis 2015, qui totalise 8 377 habitants en 2012. La commune fait partie de l’arrondissement de Sisteron du 17 février 1800 au 10 septembre 1926, date de son rattachement à l'arrondissement de Forcalquier, et de la deuxième circonscription des Alpes-de-Haute-Provence. Vaumeilh fait partie du canton de La Motte-du-Caire de 1793 à 2015 (Lamotte de 1793 à 1801). Vaumeilh fait partie des juridictions d’instance de Forcalquier, de la prud'hommale de Manosque, et de grande instance de Digne-les-Bains.

### Fiscalité locale
| Taxe                                        | Part communale | Part intercommunale | Part départementale | Part régionale |
| ------------------------------------------- | -------------- | ------------------- | ------------------- | -------------- |
| Taxe d'habitation                           | 2,81 %         | 0,66 %              | 5,53 %              | 0,00 %         |
| Taxe foncière sur les propriétés bâties     | 16,04 %        | 1,94 %              | 14,49 %             | 2,36 %         |
| Taxe foncière sur les propriétés non bâties | 28,12 %        | 4,07 %              | 47,16 %             | 8,85 %         |
| Taxe professionnelle                        | 6,79 %         | 1,21 %              | 10,80 %             | 3,84 %         |

La part régionale de la taxe d'habitation n'est pas applicable.
La taxe professionnelle est remplacée en 2010 par la cotisation foncière des entreprises (CFE) portant sur la valeur locative des biens immobiliers et par la contribution sur la valeur ajoutée des entreprises (CVAE) (les deux formant la contribution économique territoriale (CET) qui est un impôt local instauré par la loi de finances pour 2010).

## Population et société

### Démographie
L'évolution du nombre d'habitants est connue à travers les recensements de la population effectués dans la commune depuis 1765. Pour les communes de moins de 10 000 habitants, une enquête de recensement portant sur toute la population est réalisée tous les cinq ans, les populations de référence des années intermédiaires étant quant à elles estimées par interpolation ou extrapolation. Pour la commune, le premier recensement exhaustif entrant dans le cadre du nouveau dispositif a été réalisé en 2004.
En 2022, la commune comptait 268 habitants, en évolution de +3,47 % par rapport à 2016 (Alpes-de-Haute-Provence : +2,84 %, France hors Mayotte : +2,11 %).
| 1765 | 1793 | 1800 | 1806 | 1821 | 1831 | 1836 | 1841 | 1846 |
| ---- | ---- | ---- | ---- | ---- | ---- | ---- | ---- | ---- |
| 564  | 609  | 563  | 625  | 461  | 480  | 550  | 540  | 567  |

| 1851 | 1856 | 1861 | 1866 | 1872 | 1876 | 1881 | 1886 | 1891 |
| ---- | ---- | ---- | ---- | ---- | ---- | ---- | ---- | ---- |
| 553  | 554  | 530  | 493  | 522  | 513  | 517  | 477  | 441  |

| 1896 | 1901 | 1906 | 1911 | 1921 | 1926 | 1931 | 1936 | 1946 |
| ---- | ---- | ---- | ---- | ---- | ---- | ---- | ---- | ---- |
| 375  | 345  | 320  | 309  | 278  | 282  | 249  | 220  | 198  |

| 1954 | 1962 | 1968 | 1975 | 1982 | 1990 | 1999 | 2004 | 2006 |
| ---- | ---- | ---- | ---- | ---- | ---- | ---- | ---- | ---- |
| 196  | 170  | 159  | 152  | 159  | 170  | 197  | 266  | 283  |

| 2009 | 2014 | 2019 | 2022 | - | - | - | - | - |
| ---- | ---- | ---- | ---- | - | - | - | - | - |
| 267  | 263  | 268  | 268  | - | - | - | - | - |

| 1315     | 1471    |
| -------- | ------- |
| 113 feux | 34 feux |

L'histoire démographique de Vaumeilh, après la saignée des XIVe et XVe siècles et le long mouvement de croissance jusqu'au début du XIXe siècle, est marquée par une période d'« étale » où la population reste relativement stable à un niveau élevé. Cette période dure particulièrement longtemps à Vaumeilh, et occupe la plus grande partie du siècle (jusqu'en 1881). L'exode rural commence donc tardivement, seulement dans les années 1880, mais provoque un mouvement de recul démographique rapide, et de longue durée. Dès 1926, la commune a perdu plus de la moitié de sa population par rapport au maximum historique de 1846. Le mouvement de baisse se poursuit jusqu'aux années 1970. Depuis, le mouvement s'est inversé, avec une croissance appréciable pendant un quart de siècle, et une stabilisation de la population dans la première décennie du XXIe siècle.

### Enseignement
La commune est dotée d’une école primaire publique,. Ensuite les élèves sont affectés au collège Marcel-Massot. Puis ils poursuivent au lycée de la cité scolaire Paul-Arène à Sisteron,.

## Économie
L'association des commerçants du Sisteron compte 17 commerces à Vaumeilh en 2015.

### Agriculture
Les agriculteurs de la commune de Vaumeilh n’ont droit à aucun label appellation d'origine contrôlée (AOC), mais peuvent utiliser dix-huit labels indication géographique protégée (IGP) dont miel de Provence, agneau de Sisteron, et pommes des Alpes de Haute-Durance,.
Parmi ces labels, les 15 IGP concernant le vin (alpes-de-haute-provence (IGP) blanc, rouge et rosé et VDP de Méditerranée blanc, rouge et rosé) ne sont pas utilisés, la vigne n’étant pas cultivée pour une production commerciale dans la commune.

Productions agricoles de Vaumeilh.
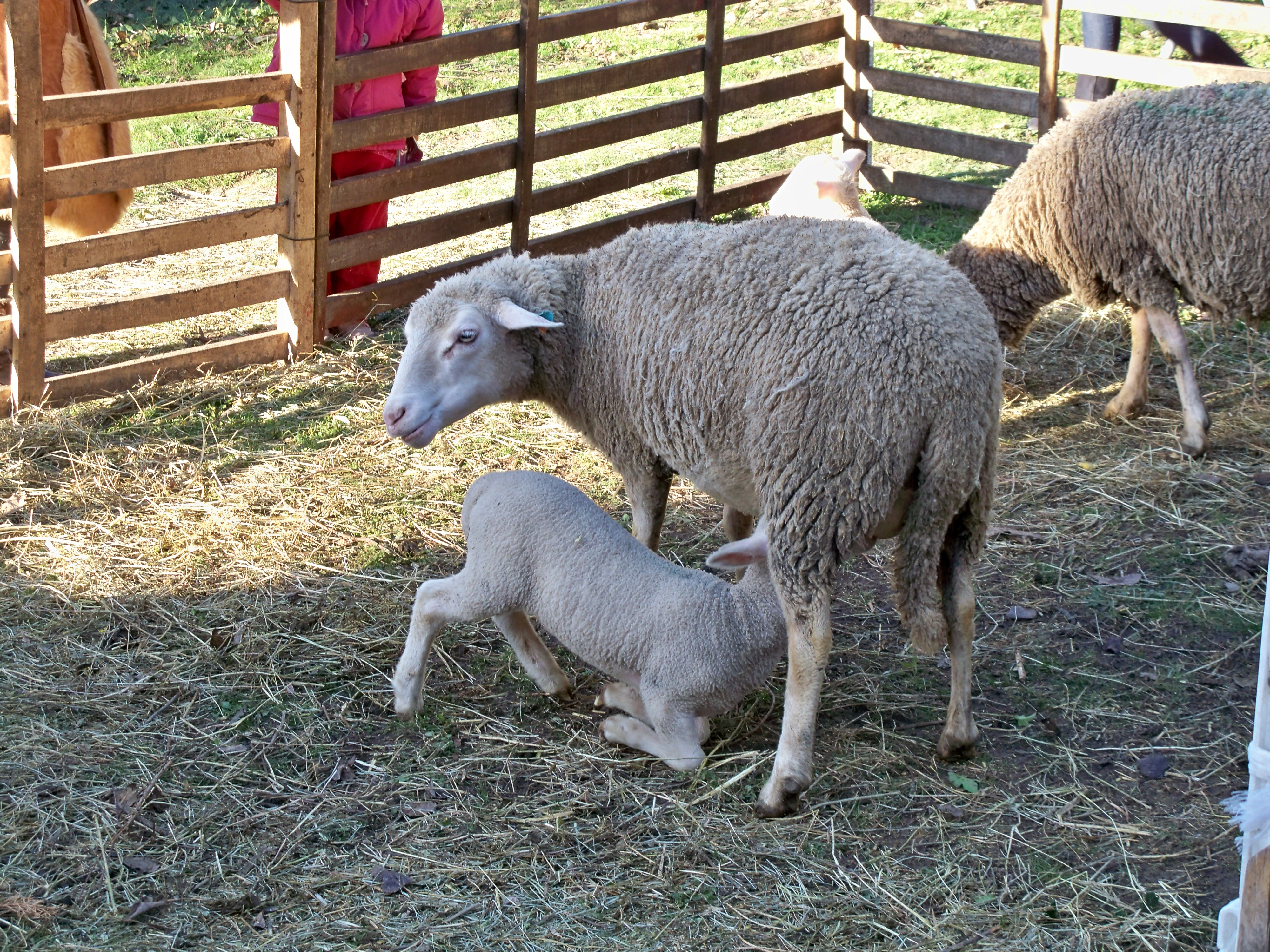
Agneau de Sisteron élevé sous sa mère
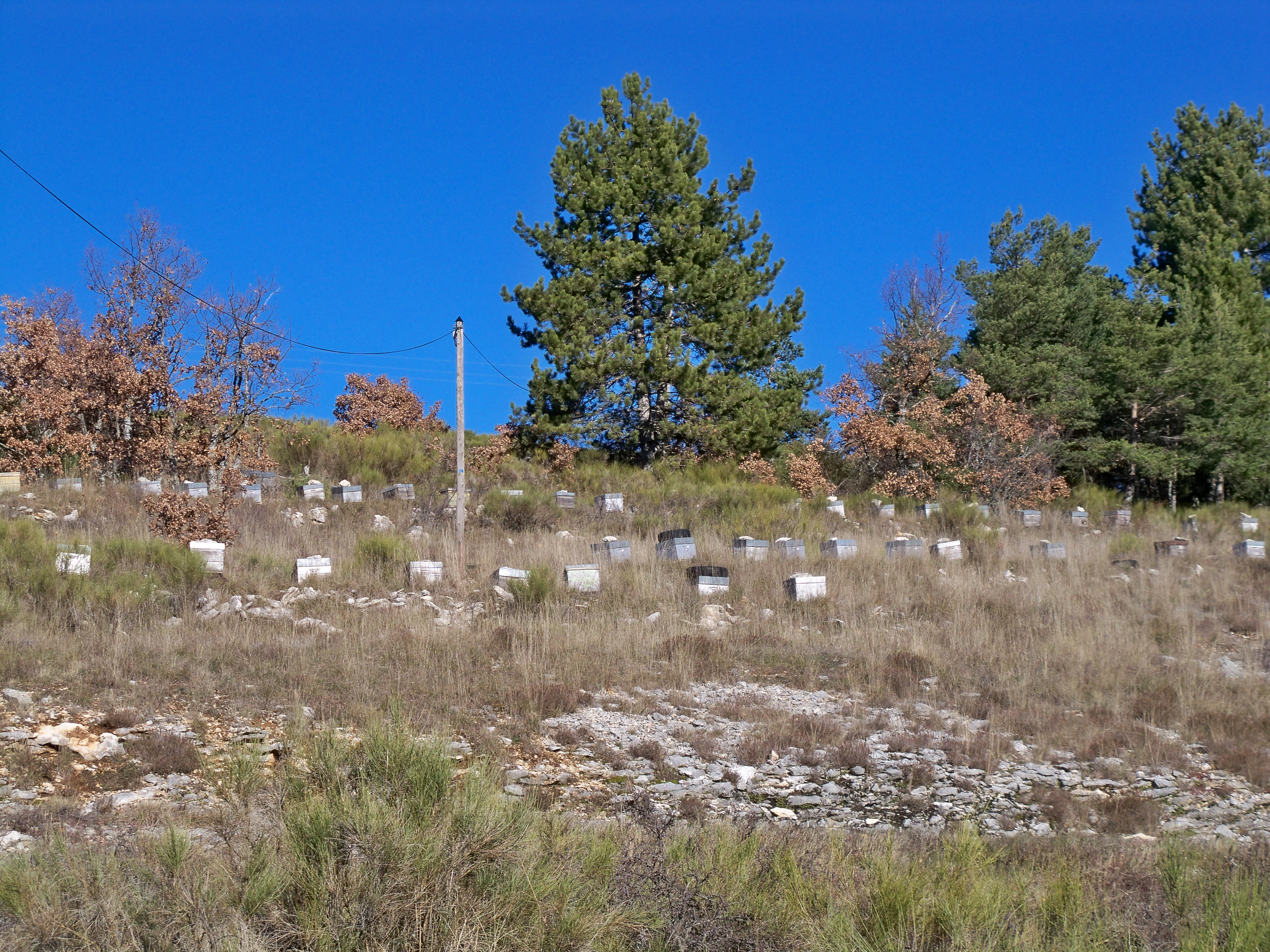
Ruches à la combe du Pommier
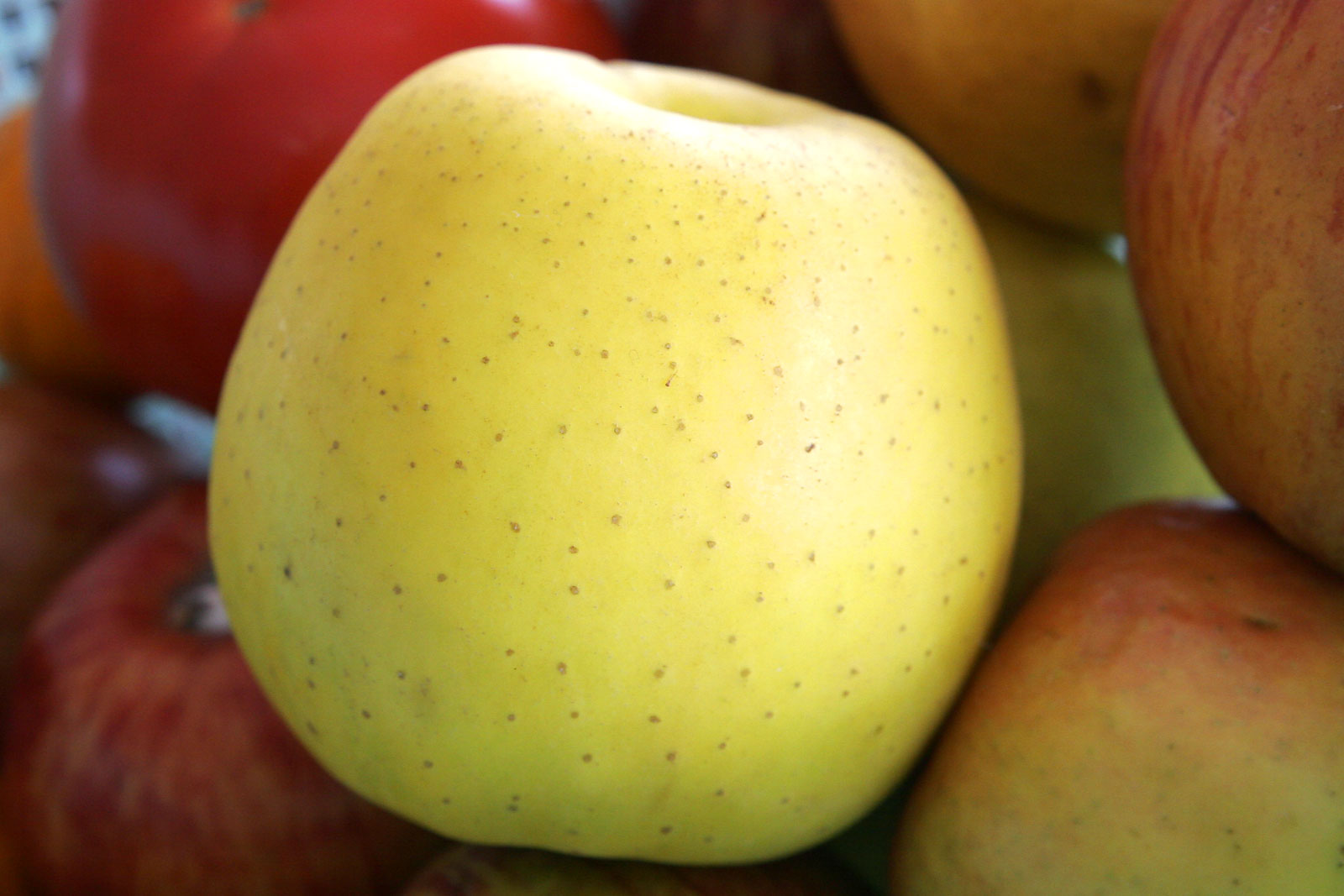
Golden et gala

### Secteur secondaire
Electravia Hélices E-Props

### Activités tertiaires
Le tourisme bénéficie de la présence de l'aérodrome de Sisteron-Vaumeilh, géré par la communauté de communes du Sisteronais. Il permet l'existence d'un aéro-club, utilisé en majorité par le vol à voile. La fréquentation de l'aérodrome a justifié la création d'un camping et d'une piscine.
La commune compte une importante capacité d'hébergement : un camping, un hôtel, sept gîtes et cinq locations meublées,.

## Lieux et monuments
Le prieuré Notre-Dame de Chane existait déjà en 1210, et dépendait du monastère d’Aniane. Tombant en ruines en 1469, il est donné à l’Église de Gap, qui le relève. Les bâtiments, essentiellement à vocation agricole, ont été reconstruits autour d’une triple cour entre la fin du XVIIe siècle et la Révolution française. Le pigeonnier, le plus ancien (fin XVe ou début du XVIe siècle) et l’un des plus beaux du département,, est construit presque entièrement en pierres de taille. L’ancienne chapelle est voûtée d’arêtes. Le prieuré sert de ferme depuis trois siècles, et la chapelle a été transformée en porcherie au XXe siècle.
La chapelle Saint-Marcellin est également reconstruite après les guerres de religion. La nef a été raccourcie de 3,3 m dans sa partie occidentale ; la voûte d’arêtes n’existe plus, remplacée par un plafond lambrissé.
L’église paroissiale est placée sous le vocable de la Transfiguration de Notre-Dame et le patronage de saint Marcellin d’Embrun. Elle a été démolie pour reconstruction dans les années 1860, et la voûte refaite en 1870. Actuellement, la nef à trois travées et le chœur voûtés en berceau datent du XIXe siècle. Le collatéral, voûté d’arêtes, est la seule partie de l’ancienne église qui ait subsisté, et date de 1660.
Le château, construit au XIIIe siècle, comportait une tour de guet à l’ouest, un logis, et une église à l’est. Il en reste les ruines du donjon au sommet du village, le portail de l’église (inclus dans le mur d’une maison), et le pigeonnier.
- Monument aux morts des deux guerres mondiales.
- Le sentier des contes sur la route des rochers qui parlent

## Héraldique
| Blason de Vaumeilh | Blason  | D'azur à une bande d'or accompagnée de six roses d'argent posées en orle. |
| Blason de Vaumeilh | Détails | Le statut officiel du blason reste à déterminer.                          |